# F. L. Věk (seriál)
F. L. Věk je československý dramatický televizní seriál vzniklý v produkci Československé televize, která jej také v roce 1971 vysílala. Třináctidílný seriál je adaptací stejnojmenného románu spisovatele Aloise Jiráska, podle scénáře Otto Zelenky jej natočil režisér František Filip. Seriál pojednává o životě titulní postavy, Františka Ladislava Věka, českého vlastence a obchodníka z Dobrušky, v době počátků českého národního obrození ve třetí třetině 18. století, s převážným zaměřením na období let 1787–1791. Předlohou pro fiktivní Jiráskovu postavu Věka byla osobnost dobrušského buditele a kupce Františka Vladislava Heka.

## Příběh
Do rodiny Josefa Věka, kupce z Dobrušky, se v roce 1769 narodí vytoužený syn František. Ve škole si jeho pěveckého talentu všimne jeho kmotr a zdejší regenschori Havránek, takže jej přizve do chrámového sboru na kůru. Když se jeho bratranec z Prahy shání po nějakém dobrém choralistovi, Havránek mu se souhlasem Věkových doporučí malého Františka. Mladý Věk tak v roce 1779 odchází sám z malého východočeského města do Prahy, kde má zpívat ve sboru v kostele. Zároveň má zajištěno stipendium na ubytování a stravu v benediktinském klášteře a studium gymnázia. Absolvuje školu a chystá se na studium filozofie, aby se v budoucnu stal knězem, avšak postupně se seznamuje s divadlem a další kulturou velkoměsta, ale také s mnohými českými vlastenci, kteří usilují o zachování a rozvoj české kultury a českého jazyka v dobách, kdy i v hlavním českém městě převažuje němčina.

## Obsazení
- Radoslav Brzobohatý jako František Ladislav Věk, český vlastenec
  - Postavu F. L. Věka v prvních dvou dílech ztvárnili: ve věku 4 let Antonín Sedlák, ve věku 10–12 let Jindřich Hrdý, ve věku 15 let Pavel Kolínský
- Jan Pivec jako Josef Věk, kupec v Dobrušce a otec Františka
- Antonie Hegerlíková jako Anežka Věková, manželka Josefa a matka Františka
- Dana Medřická jako Butteauová, pražská měšťanka a matka tří dcer
- Jana Brejchová jako Paula Butteauová, němá dcera Butteauových
- Jaroslav Marvan jako František Havránek, učitel, regenschori v Dobrušce a Františkův kmotr
- Radovan Lukavský jako Václav Thám, pražský divadelník, přítel Butteauových
- Gabriela Vránová jako Betty Butteauová, dcera Butteauových
- Václav Voska jako Kramerius, pražský vydavatel
- Bohuš Záhorský jako Matouš Vrba, kněz
- Zdeněk Kryzánek jako Žalman, český bratr z Dobrušky a soused Věkových
- Vladimír Menšík jako Pinkava, konšel z Dobrušky
- Jan Tříska jako Šebestián „Šebek“ Hněvkovský, pražský básník a Františkův kamarád
- Martin Růžek jako Vydra, kněz a profesor
- Eva Vosková jako Marie „Márinka“ Snížková, dívka z Dobrušky

## Produkce
Scénář televizní adaptace románu F. L. Věk spisovatele Aloise Jiráska napsal Otto Zelenka v letech 1968–1969, tedy v době, kdy po srpnové invazi vojsk Varšavské smlouvy do Československa ještě doznívalo uvolnění 60. let. Z pětisvazkového románu využil scenárista první dvě knihy a malou část knihy třetí. Režisér František Filip v létě 1969 připravoval pro Československou televizi (ČST) natočení tohoto materiálu ve formě série osmi celovečerních dílů. Na podzim 1969 jednal Filip s ČST o dvanáctidílném seriálu, ve stejné době se objevily informace o 14 dílech, přičemž filmování mělo probíhat v prvním a druhém čtvrtletí následujícího roku. Titulní roli Františka Věka, kterou Jirásek vytvořil podle vlastence Františka Vladislava Heka, získal Radoslav Brzobohatý, do dalších hlavních rolí režisér Filip obsadil Jana Pivce, Antonii Hegerlíkovou, Radovana Lukavského a Janu Brejchovou. Postavu Žalmana měl ztvárnit Jaroslav Vojta, který však ještě před započetím produkce v dubnu 1970 zemřel (jeho roli převzal Zdeněk Kryzánek). Natáčení seriálu v produkci Filmového studia Barrandov pro Československou televizi bylo zahájeno delší dobu před srpnem 1970 v ateliérech v Hostivaři, štáb využíval také externí lokace v Nízké Srbské, Broumově, Novém Městě nad Metují, Dobrušce i dalších místech východních Čech. Exteriéry využili filmaři také v Praze, například v říjnu 1970 se na Malostranském náměstí točil korunovační průvod císaře Leopolda II., kterého se zúčastnil kočár s panovníkem tažený dvanáctispřežím starokladrubských běloušů, čtyři čtyřspřežní kočáry, více než 100 jezdců na koních a přes 700 komparzistů. V roce 1971 byly paláci Žofín natočeny scény z bálu k poctě korunovaného krále Leopolda. V celém seriálu účinkovalo 180 herců a asi 3000 statistů.
Úvodní znělkou F. L. Věka je orchestrální verze duchovní českobratrské písně „Soudce všeho světa, Bože“ z Kancionálu sestaveného Janem Amosem Komenským, který vyšel roku 1659 v exilu v Amsterdamu. Autorem její hudby je skladatel Dietrich Buxtehude, jenž ji v 17. století složil jako melodii pro starší luteránský hymnus „Erhalt uns, Herr, bei deinem Wort“. Hudbu k seriálu napsal Jiří Srnka, pod vedením Milivoje Uzelace ji nahrál Filmový symfonický orchestr.
V lednu 1971 uvedl náměstek ústředního ředitele Československé televize, že seriál F. L. Věk je třináctidílný, ovšem před premiérou úvodního dílu v září 1971 byla tato informace ze strany pracovníků ČST upravena s tím, že pořad má pouze 12 epizod. Závěrečný třináctý díl nebyl, zřejmě z cenzurních důvodů, uveden.

## Vysílání
Seriál F. L. Věk uvedla Československá televize na I. programu od září do listopadu 1971, při příležitosti 120. výročí narození Aloise Jiráska. První díl měl premiéru 12. září 1971, další následovaly v týdenní periodě, takže dvanáctá, poslední necenzurovaná část byla odvysílána 28. listopadu 1971. Seriál byl zařazen do večerního vysílání v hlavním vysílacím čase, začátky jednotlivých dílů o délce od 42 do 62 minut byly ve 20.00 nebo 20.05 hodin. Výjimkou byl sedmý díl, který byl předpremiérově uveden již v dopoledním vysílání v 9.25 hodin (a ve 20 hodin měl tentýž den premiéru), a devátá část, jež byla kvůli oslavám výročí říjnové revoluce přesunuta v programu o den dříve na 21. hodinu.
Při premiéře seriálu v roce 1971 nebyl zřejmě z cenzurních důvodů odvysílán závěrečný třináctý díl, který se věnuje střetu vlastence Věka a panské vrchnosti. Celý seriál se navíc následně během normalizace stal trezorovým dílem kvůli své celkové tematice obrody utlačovaného a pokořeného národa (což nabylo po srpnu 1968 jiného, než původního významu), takže nebyl po téměř dvě desetiletí reprízován. Jeho obnovenou premiéru uvedla Československá televize až po sametové revoluci od prosince 1989. Pořad byl 4. března 1990 zakončen premiérou do té doby neodvysílaného třináctého dílu.
Celý seriál vydala na DVD poprvé na přelomu let 2007 a 2008 společnost Bontonfilm.

### Seznam dílů
| Č. v seriálu | Režie           | Scénář       | Datum premiéry     |
| --- | --------------- | ------------ | ------------------ |
| 1 | František Filip | Otto Zelenka | 12. září 1971      |
| Kupci Josefu Věkovi se roku 1769 narodí v Dobrušce syn František. Věkův soused Žalman je tajným vyznáním český bratr. Má dokonce výtisk Bible kralické, ale ta je mu v roce 1773, jako poslední z jeho bratrských knih, zabavena – domnívá se, že za udáním stáli Věkovi. Malý František se od dětství učí hrát na housle a zpívat. Má talent, takže mu regenschori Havránek v roce 1779 zajistí místo choralisty a stipendium na filozofická studia v benediktinském klášteře v Praze; má se stát knězem. |                 |              |                    |
| 2 | František Filip | Otto Zelenka | 19. září 1971      |
| Po prázdninách strávených doma se František vrátí do Prahy. Seznámí se i s tamní klášterní knihovnou, v níž ho zvláště zajímají zakázané knihy. Císař Josef II. vydá toleranční patent, takže Žalman se nechá zapsat jako evangelík. Panovník ale rozhodne i o dalších změnách: mají být rušeny kláštery, což pro Františka znamená v roce 1784 konec studií. Hoch se ale v klášteře se samotným císařem dokonce setká a dostane od něj stipendium na další studium. Majetek kláštera je rozprodáván. Mniši se snaží některé knihy zachránit, takže František je pro ně vynese tajnou cestou ven a sám si také nějaké může vzít. Pro Žalmana vezme Bibli kralickou a spor mezi dobrušskými sousedy se tak urovná. |                 |              |                    |
| 3 | František Filip | Otto Zelenka | 26. září 1971      |
| S přítelem a kolegou ze studií Šebestiánem Hněvkovským chodí František v Praze roku 1787 do divadla: do Nosticova na Figarovu svatbu nebo do Boudy na Koňském trhu. Aby si přivydělal, začne působit také jako učitel – v rodině Butteauových má vyučovat jejich oněmělou dceru Paulu hře na housle, při tom se ale do ní zamiluje. U Butteauových se seznámí s divadelníkem Václavem Thámem a spřátelí se s ním. |                 |              |                    |
| 4 | František Filip | Otto Zelenka | 3. října 1971      |
| V Praze se připravuje se premiéra Dona Giovanniho. Mozart ještě nemá dopsanou předehru, a tak ho na Bertramce, kde pobývá, Duškova paní Josefína zamkne v pokoji, dokud ji nenapíše. Na Bertramce se s Mozartem setká i František, který má zaskočit v opeře ve sboru. Mozart mu dá dva dvacetníky. Při představení Lotty, Paulina sestra a herečka, Františka svádí, její plán se nakonec podaří a František ji políbí. Pochopí ale, že pro Lotty je to jen hra, takže je zahanben. |                 |              |                    |
| 5 | František Filip | Otto Zelenka | 10. října 1971     |
| František účinkuje jako hudebník v Boudě, k Butteauovým teď kvůli Lotty nedochází. Věkův otec se dozví o jeho účinkování v divadle a rozjede se do Prahy. Chce, aby se s ním syn vrátil domů. František to odmítne a otec se ho zřekne. Hoch má málo peněz, na studiích chce ale vytrvat, a proto plánuje odprodat své knihy. Nakladatel Kramerius je ale vezme jen do zástavy. Thám se Františkovi svěří, že je zamilovaný. |                 |              |                    |
| 6 | František Filip | Otto Zelenka | 17. října 1971     |
| František odjede na krátký výlet za Prahu za Butteauovými. Zde náhodou uvidí Paulu a Tháma, a pochopí, kdo je Thámovou tajnou láskou. V ten okamžik ho dostihne Lotty, František s ní ale nechce mluvit. Mladý Věk se posléze dozví, že jeho maminka je nemocná, a rozhodne se odjet domů. Otec ho zprvu nechce přijmout. I když jeho návrat maminku uzdraví, otec s Františkem jedná špatně; je pro něj jen levnou pracovní silou, dokonce mu šacuje kapsy, když má podezření, že František kradl v krámě. František by rád odešel zpět z Dobrušky do Prahy. |                 |              |                    |
| 7 | František Filip | Otto Zelenka | 24. října 1971     |
| František v roce 1789 stále pracuje v krámě pro otce. Ten nechce o jeho dalším studiu slyšet – pouze kdyby se František stal knězem, což on nechce. Otec, kterého trápí zdravotní problémy, ho však pověří i obchodem: František má odjet nejprve do Solnice pro plátno, posléze i do Králík pro len. Mladý Věk chce cesty do Králík využít a dostat se odtud tajně do Prahy. Ve skupině chudých kočovných herců ale v Králíkách potká Butteauovy a Tháma. Ten se oženil s Paulou, které se narodil chlapeček, jenž ale nedlouho po porodu zemřel. Paule se ale vrátila řeč. Thám vymluví Františkovi jeho úmysl jet do Prahy.                                                                                    |                 |              |                    |
| 8 | František Filip | Otto Zelenka | 31. října 1971     |
| František se nakonec vrátí domů a věnuje se úspěšně obchodu. Také vede kostelní sbor, sólo svěří Márince Snížkové. Františkův otec umírá a syn po něm přebírá krám. Protože se mu vede dobře, nabádá ho maminka, aby odjel do Prahy si koupit klavír a navštívit přátele. Tam se opět setká s Butteauovými. Paula si Františkovi postěžuje, že její manžel se stále věnuje vlastenecké práci a na ni nemá čas. Ví také, že tato práce je finančně nezabezpečí. Když se paní Butteauová od Františka dozví, že nemá nevěstu, snaží se mu dohodit Betty, Paulinu mladší sestru. |                 |              |                    |
| 9 | František Filip | Otto Zelenka | 6. listopadu 1971  |
| František jde na návštěvu k Butteauovým, Betty se mu snaží zalíbit, František však jejich plán – ve kterém figuruje i Paula – prohlédne. Pak jdou všichni do divadla a po představení František odejde s Thámem. Další den zamíří František do Krameriova knihkupectví, kde se setká s páterem Vrbou a Vavákem. Vybere si i klavír a vrátí se do Dobrušky. |                 |              |                    |
| 10 | František Filip | Otto Zelenka | 14. listopadu 1971 |
| Páter Vrba se vydá na cestu po Čechách s kabátem plným českých knih, které na venkově rozdává. Jinou představu o vlastenectví má poštmistr Sýkora, který se snaží o „reformu“ českého jazyka. Trvá na používání výhradně českých slov a sám je i vymýšlí. Věk mezitím půjčuje v Dobrušce knížky nejrůznějším zájemcům; chodí k němu pro ně i Frantina, která je vyzvedává pro Márinku, protože ta se před Františkem stydí. Mladík nakonec zjistí, komu Frantina knihy půjčuje. |                 |              |                    |
| 11 | František Filip | Otto Zelenka | 21. listopadu 1971 |
| Je rok 1791 a v Praze se připravuje korunovace Leopolda II. českým králem. Do města se chystají i obyvatelé Dobrušky, včetně Františka a Márinky s její babičkou. Věk chce zprvu sledovat korunovační průvod s přítelem Hněvkovským, nakonec ale přijde za Márinkou. |                 |              |                    |
| 12 | František Filip | Otto Zelenka | 28. listopadu 1971 |
| Všichni společně pozorují průvod, poté jdou do vlasteneckého divadla U Hybernů. U příležitosti korunovace se koná bál, na který dorazí i František s Márinkou. Jsou tu také Paula a Betty, která se Márince posmívá, že je venkovanka. Věk však Márince řekne, že doufá, že se stane jeho nevěstou. Po návratu do Dobrušky jim požehná Žalman a v kostele se uskuteční svatba. |                 |              |                    |
| 13 | František Filip | Otto Zelenka | 4. března 1990     |
| V roce 1797 má František s Márinkou dvě děti. Odjede do Prahy, kde se setká s Thámem. Ten přišel o práci u divadla a rozhodne se odjet do Plzně. Navíc odhalil Paulinu nevěru, jeho manželka se ale nakonec rozhodne odjet s ním. Zdá se, že vlastenectví teď stojí v pozadí, habsburská monarchie musí čelit francouzskému vyhlášení války. František chce v Dobrušce organizovat české divadlo, naráží ale na nesouhlas panských úředníků. Stejné je to i s půjčováním knih, které mu jsou zabaveny, i když později navráceny. I přes překážky chce ale František Věk ve vlastenecké práci pokračovat dál. |                 |              |                    |

## Přijetí
Jan Říha v týdeníku Květy po prvním dílu uvedl, že je přesvědčen, že divácký zájem o F. L. Věka bude narůstat a že „předčí i svého času populární Forsythy“, protože oproti sáze z produkce BBC „jde o seriál ryze český s dějem velice blízkým a hrdiny, kteří nám už dávno přirostli k srdci“. Rovněž Jan Kliment po zhlédnutí první epizody v Rudém právu napsal, že „[v]šechno nasvědčuje tomu, že se umělcům naší televize podařilo dílo, které bude znamenat mnoho“. Pochválil scénář, kameru, scénu, hudbu, režii i herce v hlavních a vedlejších rolích. List Lidová demokracie označil F. L. Věka za nejvýznamnější umělecký čin podzimní sezóny roku 1971 a kvalitu hudby v seriálu od Jiřího Srnky vyzdvihlo Rudé právo. Zhodnocení dvanácti dílů seriálu, které v tomto listě vyšlo, uvedlo, že pořad „[p]řes určité nedostatky byl významným činem naší televize“. Autor textu kritizoval některé scény, které tvůrci podle něj zbytečně prodlužovali (např. na kůru či v divadle při premiéře Dona Giovanniho), jiné zase byly podle něj až příliš sentimentální (rozhovor Márinky s babičkou v Praze). Podle komentáře však režisér František Filip dobře obsadil jednotlivé role, takže ani nevadil reálný věk Radoslava Brzobohatého a Radovana Lukavského, který byl oproti postavám, které ztvárnili, vyšší. Povšiml si také kvalitních hereckých výkonů Antonie Hegerlíkové, Bohuše Záhorského a Jana Pivce, z vedlejších postav považoval za nejzdařilejší role Karla Högera a Josefa Kemra. Podle Karla Misaře z týdeníku Tvorba byly herecké výkony, hudba a některé části seriálu zdařilé, jinak ale, dle jeho názoru, televizní F. L. Věk začal i skončil „s rozpaky“, neboť režisér Filip se scenáristou Zelenkou podle něj nedokázali zachovat Jiráskem vytvořenou kroniku té doby, se všemi rozpory a změnami, ale období prezentovali „jen zevně, pomocí rekvizit a kostýmů“.
Mezi diváky měl seriál velký ohlas, což se v roce 1972 odrazilo i ve vysoké návštěvnosti expozice v rodném domě Františka Vladislava Heka v Dobrušce.
Po sametové revoluci získali v roce 1990, při oceňování trezorových děl z přelomu 60. a 70. let 20. století, režisér František Filip a scenárista Otto Zelenka za svoji práci na seriálu F. L. Věk na návrh FITES prémii Českého literárního fondu.